# 남일초등학교 (부산)
남일초등학교는 대한민국 부산광역시 중구 대청동4가에 있었던 공립 초등학교이다.

## 학교 연혁
- 1912년 4월 1일 : 부산제1공립심상소학교 개교
- 1941년 4월 1일 : 부산제1공립국민학교로 개칭
- 1946년 3월 31일 : 남일국민학교 개편
- 1996년 3월 1일 : 남일초등학교로 개칭
- 1998년 2월 19일 : 제53회 졸업식(총 졸업생:28,336명)
- 1998년 9월 1일 : 폐교 및 동광초등학교와 광일초등학교로 통합

## 폐교 이후
폐교 이후, 남일초등학교 자리는 현재 통합된 광일초등학교에서 사용하고 있다.